# 陳小雲
陳小雲（1958年—），本名陳雲霞，出生於臺灣臺中，臺灣臺語女歌手，活躍於1980至1990年代。1999年起退隱樂壇，後出家為比丘尼。

## 演藝經歷
陳小雲自省立臺中家商畢業後，曾擔任會計工作。年青時曾與朋友合資經營咖啡店，工作期間已因經常演唱而受人注目；後經提拔被選入台中一家飯店駐唱，直到受到唱片公司邀請才開始她的歌手之路。
1985年，陳小雲獲吉馬唱片邀請，灌錄其首張專輯《舞女》，因而大紅，當中的主打歌〈舞女〉更是膾炙人口，唱遍大街小巷，但由於當時仍屬戒嚴時期，其主題因與臺灣夜市燈紅酒綠的夜生活有關，並描寫當時舞女在社會的辛酸境遇，被中國國民黨政府之警備總部與行政院新聞局認為這些描繪酒和舞廳的歌曲描會敗壞社會風氣，令人染上惡習，故一舉把當年以此等題材作詞的歌曲一律封禁，以免助長歪風。直到1987年，臺灣宣布解嚴，像〈舞女〉之類的禁歌因而得以重見天日。陳小雲亦從此正式加盟吉馬唱片，與其簽約成為合約歌星，正式開展其歌唱事業。
此後，陳小雲於吉馬唱片發行多張暢銷唱片及專輯，包括1986年的《免失志》。〈免失志〉是1986年香港動作犯罪電影《英雄本色》的插曲之一（電影中「楓林閣」一幕之背景音樂）。由於有電影助銷，銷量更勝《舞女》。1990年總統選舉之際，推出專輯《做總統有機會》，當中主打歌乃〈做總統大家有機會〉，更因此入圍第二屆金曲獎最佳女演唱人獎，一時聲名大噪。
由1991年至1993年，推出數張《台語暢銷輯》。1992年，推出《愛情恰恰》專輯，並以此奪得第四屆金曲獎最佳方言歌曲女演唱人獎，是金曲獎史上第一位憑舞曲獲獎的女歌手，並攀上歌唱事業高峰。翌年，再憑《苦戀夢》專輯奪得第五屆金曲獎最佳方言歌曲女演唱人獎，成為臺灣歷史上首位蟬聯金曲獎最佳方言歌曲女演唱人獎的女歌手，也是第一位蟬聯金曲獎個人演唱獎項的歌手。
1993年底，陳小雲開始逐步退隱歌壇，停止發行專輯。在1993年至1999年的六年間，通常只在電視節目中亮相演唱，包括由費玉清及張菲主持的台視綜藝節目《龍兄虎弟》，以及由鳳飛飛主持的《飛上彩虹》等。特別的是在1995年，陳於華視綜藝節目《鑽石舞台》中難得模仿藍心湄主唱之〈我的溫柔只有你看得見〉。1999年，推出由雷群將唱片發行之《愛卡慘死》專輯，為其迄今最後一張專輯，隨後正式退隱。直到在新加坡《黃金之夜表演秀》曾有露面過一次，隨後去向不詳。
陳小雲的歌唱技巧獨特，善於以婉轉之歌聲演唱。且演唱喜愛搭配搖擺舞姿及手勢，其身材（臀部）尤其特別，因而也給人翹臀的形象，費玉清尤愛於《龍兄虎弟》中模仿其翹臀舞姿。
據陳小雲過去的好友如賀一航、方駿等人透露，陳小雲平日愛好練習瑜珈，曾為瑜珈導師，且有潔癖。
2023年，陳小雲因知道好友陳盈潔健康狀況不佳，特別透過姪女聯繫音樂人許常德，表示為給好友鼓勵，若陳盈潔康復開演唱會，願意復出與她同台合唱《風飛沙》，以希望陳盈潔早日康復。陳盈潔的姊姊也確認陳小雲本人的確有就陳盈潔健康狀況一事聯絡許常德。
2025年1月，據陳小雲好友、臺灣女藝人王彩樺接受傳媒訪問時透露，陳小雲早已出家為尼姑。

## 專輯
| 發行年分 | 專輯名稱                               | 唱片公司   |
| 1985年   | 《舞女》                               | 吉馬唱片   |
| 1986年   | 《陳小雲專輯—舞女外傳》                | 吉馬唱片   |
| 1986年   | 《陳小雲專輯—歌聲戀情‧杯中影》         | 吉馬唱片   |
| 1986年   | 《陳小雲民謠篇（一）》                 | 吉馬唱片   |
| 1986年   | 《陳小雲專輯—免失志》                  | 吉馬唱片   |
| 1987年   | 《陳小雲民謠篇（二）》                 | 吉馬唱片   |
| 1987年   | 《陳小雲—欲如何》                      | 吉馬唱片   |
| 1988年   | 《陳小雲專輯—愛情的騙子！我問你》      | 吉馬唱片   |
| 1989年   | 《陳小雲國語專輯—一把情種‧自行車之戀》 | 吉馬唱片   |
| 1989年   | 《陳小雲國語專輯—單身貴族》            | 吉馬唱片   |
| 1990年   | 《陳小雲專輯—做總統有機會》            | 吉馬唱片   |
| 1990年   | 《陳小雲台語暢銷輯1》                  | 吉馬唱片   |
| 1990年   | 《陳小雲台語暢銷輯2》                  | 吉馬唱片   |
| 1990年   | 《陳小雲CD專輯3—癡情花》               | 吉馬唱片   |
| 1990年   | 《陳小雲CD專輯4—燒酒話‧月夜相思曲》    | 吉馬唱片   |
| 1992年   | 《陳小雲—愛情恰恰》                    | 吉馬唱片   |
| 1993年   | 《陳小雲—苦戀夢》                      | 吉馬唱片   |
| 1993年   | 《百萬金曲1陳小雲—愛情恰恰‧燒酒話》    | 吉馬唱片   |
| 1993年   | 《百萬金曲2陳小雲—苦戀夢‧免失志》      | 吉馬唱片   |
| 1994年   | 《陳小雲—真情真愛攏騙人》              | 發揚唱片   |
| 1999年   | 《愛卡慘死》                           | 雷群將唱片 |

## 獎項紀錄
| 年份   | 獲提名           | 獎項                              | 結果 |
| ------ | ---------------- | --------------------------------- | ---- |
| 1990年 | 《做總統有機會》 | 第2屆金曲獎最佳女演唱人獎         | 提名 |
| 1990年 | 《做總統有機會》 | 第2屆金曲獎最佳年度歌曲獎         | 提名 |
| 1992年 | 《愛情恰恰》     | 第4屆金曲獎最佳方言歌曲女演唱人獎 | 獲獎 |
| 1993年 | 《苦戀夢》       | 第5屆金曲獎最佳方言歌曲女演唱人獎 | 獲獎 |